# Crni siječanj
Crni siječanj, poznat i kao Siječanjski pokolj i Crna subota bio je masovni pokolj azerbajdžanskih civila u Bakuu i neuspješan pokušaj okupacije zemlje od sovjetske Crvene armije u noći s 19. na 20. siječnja 1990. godine. Dva dana kasnije, 22. siječnja, Vrhovni Sovjet Azerbajdžanske SSR proglasio je vojnu intervenciju sovjetskih snaga činom agresije.
Više od stotinu civila je poginulo, uz barem sedam puta više ranjenih te preko osamsto političkih zatvorenika. U sukobima je poginulo i dvadesetak crvenoarmejaca. Unatoč političkim i vojnim pritiscima, Azerbajdžan je 30. kolovoza 1991. godine proglasio neovisnost od Sovjetskog Saveza te početkom 1992. primljen u Ujedinjene narode.